# Kung Fu Fighting
Kung Fu Fighting är en låt skriven och framförd av Carl Douglas. Den släpptes som singel år 1974 under en period då kampsportsfilmer var på höjden av sin popularitet och gick snabbt upp på toppen av musiktopplistorna i USA och Storbritannien. 
Sången är också känd för sin användning av det välkända orientriffet, en kort musikalisk fras som används för att beteckna den asiatiska kulturen.

### Fotnoter
1. ↑  Steve Huey. ”Carl Douglas biography on Allmusic”. Allmusic. Rovi Corporation. http://www.allmusic.com/artist/carl-douglas-mn0000179423. Läst 7 juli 2013. "The one-hit wonder behind the disco novelty smash "Kung Fu Fighting," Carl Douglas was also the first Jamaican-born artist to score a number one single in the United States."
2. 1 2  Vinny Bhagat (2010). Hub. sid. 75